# شهرستان لارنس (اوهایو)
شهرستان لاورنس، اوهایو (به انگلیسی: Lawrence County, Ohio) یک سکونتگاه مسکونی در ایالات متحده آمریکا است که در اوهایو واقع شده‌است.